# منتخب تونغا تحت 17 سنة لكرة القدم
منتخب تونغا تحت 17 سنة لكرة القدم (بالإنجليزية: Tonga national under-17 football team)‏ هو ممثل تونغا الرسمي في المنافسات الدولية في كرة القدم في فئة كرة قدم تحت 17 سنة للرجال، يديريه اتحاد تونغا لكرة القدم.